# José Jair Cortés Godoy
José Jair Cortés Godoy (Tumaco, 19 de abril de 1976-Tumaco, 17 de octubre de 2017) fue un líder social y defensor de los derechos de las comunidades campesinas y afrodescendientes de la costa Pacífica del departamento de Nariño.

## Biografía
José Jair Cortés nació el 19 de abril de 1976 en la vereda la Honda, ubicada en una de las márgenes del río Chagüí, municipio de Tumaco. Después de los 30 años se trasladó al Consejo Comunitario de Alto Mira y Frontera, una organización campesina, donde se estableció junto a su esposa Paulina Cortés Montufar. Allí asumió como vocal y veedor de la vereda Tiestería.

## Asesinato
Tras la firma del Acuerdo de Paz en noviembre de 2016 entre el Gobierno colombiano y la entonces guerrilla de las Farc, Tumaco fue epicentro de tensiones en la fase del posconflicto.
En 2017 los campesinos se organizaron en protestas por la erradicación forzosa de los cultivos de coca y miembros de la Policía intentaron disuadirlos por la fuerza. Uno de estos hechos dio lugar a un episodio que fue conocido como la masacre de El Tandil.
José Jair Cortés, en medio de este panorama de violencia en la región, y la Junta de Gobierno del Consejo Comunitario de Alto Mira y Frontera denunciaron haber recibido amenazas por su apoyo al Programa Nacional Integral de Sustitución de Cultivos de Uso Ilícito, PNIS, acordado con las Farc en el marco de las negociaciones de La Habana, Cuba.
Justo después de que la organización comunitaria alertara de estas intimidaciones, José Jair fue asesinado por sicarios que le dispararon cuando estaba visitando a su esposa enferma en la vereda Restrepo, zona rural de Tumaco.

## Proceso judicial
El proceso judicial dio con dos implicados. En noviembre de 2017 fue capturado Aris Yirber Caicedo Gutiérrez, alias ‘Cholo’, señalado de ser uno de los responsables del crimen. Gutiérrez fue sindicado de integrar la disidencia Oliver Sinisterra de las Farc, que comandaba en aquel momento Walter Patricio Arizala, alias ‘Guacho’.
En noviembre de 2018, la Fiscalía le imputó los delitos de homicidio y concierto para delinquir. Durante la audiencia, el acusado aceptó los cargos por el asesinato de José Jair Cortés y el proceso judicial está pendiente.
En marzo de ese mismo año, la Policía había detuvo a Jefferson Chávez Toro, alias 'Cachi', quien manejaba las redes de narcotráfico de la disidencia de las Farc y las acciones violentas contra las autoridades y los líderes sociales. 'Cachi' fue condenado a 12 años de prisión.
En junio de 2019 en un acto sin precedentes en Nariño, pidió perdón a los familiares y amigos del líder social durante un evento de reconocimiento público adelantado por la Fiscalía General de la Nación. Cumple su condena en la cárcel Picaleña de Ibagué, Tolima.

## Reconocimiento
José Jair Cortés fue reconocido por el portal la Silla Vacía como el personaje del Pacífico en el 2017. Esta distinción simbólica se adelantó por su activismo social, defensa de los derechos humanos, de las poblaciones afros, campesinas e indígenas del departamento de Nariño.